# Шудумарское сельское поселение
Шудумарское сельское поселение — муниципальное образование (сельское поселение) в составе Куженерского района Марий Эл Российской Федерации.
Административный центр поселения — деревня Шой-Шудумарь.

## История
Статус и границы сельского поселения установлены Законом Республики Марий Эл от 18 июня 2004 года № 15-З «О статусе, границах и составе муниципальных районов, городских округов в Республике Марий Эл».

## Население
| 2010  | 2011  | 2012  | 2013  | 2014  | 2015  | 2016  |
| ----- | ----- | ----- | ----- | ----- | ----- | ----- |
| 1537  | ↘1534 | ↘1492 | ↘1473 | ↗1477 | ↗1496 | ↘1471 |
| 2017  | 2018  | 2019  | 2020  | 2021  | 2023  |       |
| ↘1434 | ↘1414 | ↘1384 | ↘1359 | ↘1130 | ↘1110 |       |

## Состав поселения
В состав сельского поселения входит 1 село и 10 деревень:
| №  | Населённый пункт | Тип населённого пункта          | Население |
| -- | ---------------- | ------------------------------- | --------- |
| 1  | Шой-Шудумарь     | деревня, административный центр | 499       |
| 2  | Актугансола      | деревня                         | 222       |
| 3  | Гуляево          | деревня                         | 2         |
| 4  | Дубровка         | деревня                         | 0         |
| 5  | Ирмарь           | деревня                         | 121       |
| 6  | Пургаксола       | деревня                         | 56        |
| 7  | Русский Кугунур  | село                            | 219       |
| 8  | Старый Юледур    | деревня                         | 249       |
| 9  | Фёдоровка        | деревня                         | 0         |
| 10 | Шангаватнур      | деревня                         | 3         |
| 11 | Чодраял          | деревня                         | 166       |